# Hugo López Carribero
Hugo Lopez Carribero (Buenos Aires, 2 de junio de 1970) es un abogado de La Matanza especializado en Derecho Penal y Criminología. En el 2016, López Carribero publicó su novela El Placer de Matarte, la cual fue declarada de Interés Cultural y Municipal en el Partido de La Matanza. Desde el 2007, es apodado como "El penalista del Conurbano", a partir de su labor en el caso de "La Justiciera de Villa Madero".

## Biografía
Nació el 2 de junio de 1970 en la Ciudad Autónoma de Buenos Aires. Su padre es Alejandro López, bancario (88 años de edad), y su madre Nélida Carribero, modista (fallecida a los 85 años de edad).
Durante su infancia, se crio en una casa de clase media. Vivió gran parte de su vida junto a sus padres y a sus hermanas, Myriam López, y Mónica Nancy López Carribero.
En la actualidad, Hugo López Carribero vive junto a su hija Ema López Carribero.

## Vida Profesional
Se recibió de abogado en la Facultad de Derecho de la Universidad de Buenos Aires en 1995. Posteriormente, se especializó en Derecho Penal y Criminologia, ramas en las que se desempeña en la actualidad. López Carribero considera como mentores dentro del Derecho Penal a los abogados Ricardo Cavallero y Néstor Verri. Toda su carrera tuvo lugar en el conurbano bonaerense. Dentro de este territorio, ejerció como abogado defensor en casos como el de la familia Pomar, el de Ezequiel Maidana y el de "La Justiciera de Villa Madero", En el 2019, se capacitó en la Academia de Destrezas en Litigación, en California Western School of Law (San Diego, Estados Unidos). 
Actualmente, trabaja en su propio estudio jurídico junto a su hermana Myriam, a Miriam García Pages y a los abogados Sergio Babino y Nora Diana Volpiccina. También trabaja junto a Mariano Cuneo Libarano para cuestiones competentes a la Ciudad Autónoma de Buenos Aires. Además, es miembro del Instituto de Derecho Penal del Colegio Público de Abogados de la Capital Federal. Además, forma parte de la Asociación de Corresponsales Extranjeros en Argentina. 
Recientemente logró el sobreseimiento de Ninfa Nina Aquino,  la mucama  involucrada en un doble crimen por el cual ahora se encuentra preso el hijo de los asesinados, Martin Del Rio. Si bien desde el descubrimiento de los cadáveres, la mucama resultó detenida, López Carribero logró su libertad en un tiempo récord: 13 días desde su encarcelamiento.
Por otra parte, López Carribero también se desempeña como consultor en medios nacionales. En este sentido, ha trabajado para informativos televisivos y radiales como Canal 24, 26 e Infobae, para la cobertura de casos judiciales de público conocimiento. Por último, es corresponsal en Buenos Aires del Diario Rombe (España).

## Cargos Académicos
Además de ejercer como Abogado, López Carribero también ha ejercido los siguientes cargos dentro del ámbito académico:
- Director del Programa de Concentración y Capacitación Ciudadana en Vísperas de la Implementación del Juicio por Jurado de la Universidad Nacional del Chaco Austral. (2020 Actualidad)
- Profesor de Derecho Penal en la Universidad Nacional de La Matanza. (2019-Actualidad)
- Director del Instituto de Derecho Penal y Procesal Penal del Colegio de Abogados de La Matanza (2016-2020).
- Profesor de Derecho Procesal Penal en la Universidad Nacional del Chaco Austral. (2016-2020)
- Director de la Diplomatura en Gestión de Políticas de Seguridad de la Universidad Nacional del Chaco Austral en conjunto con el Ministerio de Seguridad de la Provincia de Buenos Aires. (2016-2020)

## Publicaciones Jurídicas
Las siguientes publicaciones son obra de López Carribero:
- • "El Cumplimiento Parcial de la Pena en la Reincidencia" (1998) en Revista del Colegio Público de Abogados de Capital Federal. N°4.
- • "La Declaración Indagatoria: Aspectos Teóricos y Prácticos" (1999) en Revista del Colegio Público de Abogados de Capital Federal. N°24.
- • "Régimen Penal de los Residuos Peligrosos" (1999) en Revista del Centro de Ingenieros de La Matanza. N°8.
- • "La Reincidencia en el Derecho Penal" (2000). Editorial DIN.
- • "El Ensañamiento y la Alevosía en el Delito de Homicidio" (2000) en Revista del Colegio Público de Abogados de Capital Federal. N°32.
- • "Algunos Aspectos del Artículo 50 del Código Penal" (2017) en Revista del Colegio de Abogados de Morón. Año IV. N°2.
- • "La Pluralidad de Autores en el Delito de Homicidio (En Co-Autoría)" (2018) en Revista del Colegio de Abogados de Morón. Año V. N°2.
- • "Las Sustancias Venenosas en la Ley Penal Argentina" (2019) en Revista del Colegio de Abogados de Morón. Año VI. N°1.

Del mismo modo, escribió dos novelas policiales basadas en hechos reales. La primera es Asesinato Perfecto en el Pueblo de los Infieles (2015: Editorial Instancia Privada). Esta obra está basada en un caso real de homicidio acontecido en el pueblo de Dennehy. En el mismo, participó como abogado defensor de uno de los acusados. Finalmente, su cliente fue declarado inocente. En esta novela, el autor describe la trama de abusos sexuales a niñas menores de edad que ocurría en Dennehy. Además, explica cómo se infiltró en el pueblo para investigar estos casos de violación y cómo comprobó la inocencia de su cliente.
La segunda es El Placer de Matarte (2016: Editorial Instancia Privada). En este trabajo, López Carribero se basó en el caso de Walter Altamirano para describir el accionar de los enfermos sexuales y, además, exponer las fallas del sistema carcelario argentino, más precisamente, con respecto a los condenados por delitos sexuales. Esta novela alcanzó las 10.000 ventas a nivel nacional, lo cual la convirtió en una de las obras escritas por un abogado de La Matanza más vendidas. Además, fue declarada de interés Cultural y Municipal por el Departamento Ejecutivo Municipal del partido de La Matanza.